# ألفريد هايوس
ألفريد هايوس (بالمجرية: Hajós Alfréd)‏ (1 فبراير 1878 - 12 نوفمبر 1955) كان مهندس معماري وسباح مجري وكان أول بطل أولمبي في السباحة وأول بطل أولمبي من المجر.

## روابط خارجية
- ألفريد هايوس على موقع قاعة مشاهير السباحة العالمية (الإنجليزية)
- ألفريد هايوس على موقع قاعدة بيانات كرة القدم.إي يو (الإنجليزية)
- ألفريد هايوس على موقع ناشيونال فوتبول تيمز (الإنجليزية)
- ألفريد هايوس على موقع عالم كرة القدم.نت (الإنجليزية)
- ألفريد هايوس على موقع اللجنة الأولمبية الدولية (الإنجليزية)
- ألفريد هايوس على موقع أوليمبيديا (الإنجليزية)
- ألفريد هايوس على موقع اللجنة الأولمبية المجرية (الهنغارية)